# Vittorio Francesco Viola
Vittorio Francesco Viola (Biella, 4 de octubre de 1965) es un arzobispo italiano, actual secretario del Dicasterio para el Culto Divino y la Disciplina de los Sacramentos. Pertenece a la Orden de Frailes Menores.

## Biografía
Nació en Biella (Italia) el 4 de octubre de 1965. Es licenciado y doctorado en Sagrada Liturgia por el Pontificio Instituto Litúrgico. 

### Sacerdocio
El 14 de septiembre de 1991 realizó los votos solemnes en la Orden de Frailes Menores. Recibió la ordenación diaconal el 4 de julio de 1992 y la ordenación sacerdotal el 3 de julio de 1993.
Durante su ministerio pastoral ha sido, entre otras cosas, custodio del convento y de la Basílica Papal de Santa María de los Ángeles en la Porciúncula (Italia), guardián del convento en la Basílica de Santa Clara en Asís (Italia), responsable de la Oficina Litúrgica de la Región Umbría (Italia), responsable de varias oficinas diocesanas y profesor de Liturgia en varias universidades.

### Episcopado
El 15 de octubre de 2014 fue nombrado obispo de Tortona por el papa Francisco. Recibió la consagración episcopal el 7 de diciembre en Asís de manos del arzobispo Domenico Sorrentino y tomó posesión de la sede de Tortona el 14 de diciembre.
En la Conferencia Episcopal Italiana ha sido miembro de la Comisión episcopal para la liturgia.
El 27 de mayo de 2021 fue nombrado Secretario de la Congregación para el Culto Divino y la Disciplina de los Sacramentos, concediéndole la dignidad de arzobispo. Permaneció de administrador apostólico sede vacante de Tortana.
| Predecesor: Martino Canessa | Obispo de Tortona 14 de diciembre de 2014-27 de mayo de 2021                                             | Sucesor: Guido Marini |
| Predecesor: Arthur Roche    | Secretario de la Congregación para el Culto Divino y la Disciplina de los Sacramentos 27 de mayo de 2021 | Sucesor: En el cargo  |